# Миссис Уксус и мистер Уксус
«Миссис У́ксус и Мистер У́ксус» — советский рисованный мультфильм, который создала режиссёр Наталия Голованова в 1985 году по мотивам английских народных сказок.

## Сюжет
Миссис Уксус — сварливая дама, которая тем только и занимается, что высказывает недовольство всем окружающим. Её муж, мистер Уксус, всегда соглашается с женой, говоря ей: «Ты совершенно права, дорогая». Однажды её с мужем пригласили на бал короля фей. По дороге туда чета Уксусов заметила тонущего в реке волынщика, но не стала его вытаскивать. На балу миссис Уксус продолжает делать всем замечания, но тут оказывается, что лучшего волынщика на балу нет. Когда его находят, волынщик заявляет, что не хочет играть, поскольку ему очень грустно. Миссис Уксус возмущается таким «эгоизмом» с его стороны. Крылатый вестник короля фей объявляет, что бал переносится, и все, кроме мистера и миссис Уксус, взлетают к луне.

## Роли озвучивали
- Рина Зелёная — миссис Уксус
- Василий Ливанов — Волк
- Борис Новиков — Волынщик
- Ирина Бурлакова — Фея-вестник
- Борис Рунге — мистер Уксус

## Создатели
- Автор сценария — Владимир Голованов
- Режиссёр — Наталия Голованова
- Художник-постановщик — Тамара Зуйкова
- Оператор — Майя Попова
- Композитор — Шандор Каллош
- Звукооператор — Борис Фильчиков
- Художники-мультипликаторы: Виолетта Колесникова, Александр Дорогов, Эльвира Маслова, Александр Мазаев, Алексей Букин, Юрий Мещеряков
- Художники: Татьяна Макарова, Вера Харитонова, Ольга Новосёлова, Николай Митрохин
- Ассистент режиссёра — Галина Чикина
- Монтажёр — Изабелла Герасимова
- Редактор — Татьяна Папорова
- Директор съёмочной группы — Виктор Егоршин
- Создатели приведены по титрам мультфильма.